# شنتشو 1
شنتشو 1 كانت أول عملية إطلاق غير مأهولة للمركبة الفضائية شنتشو، والتي أُطلقت في 19 نوفمبر 1999. لم تكن المركبة الفضائية المستخدمة مجهزة بنظام دعم الحياة، لكن جُهزت بنظام هروب في حالات الطوارئ. بعد أن دارت حول الأرض 14 مرة، أُرسل أمر إطلاق النار العكسي بواسطة سفينة التتبع يوان وانج 3 قبالة سواحل ناميبيا في الساعة 18:49 بالتوقيت العالمي المنسق. بعد إعادة دخول ناجحة، هبطت على مسافة حوالي 415 كيلومتر (258 ميل) شرق منصة الإطلاق وعلى بعد 110 كيلومتر (68 ميل) شمال غرب ووهاي، منغوليا الداخلية.
كانت المركبة الفضائية شنتشو الأولى مختلفة عن تلك التي استخدمت لاحقًا. بدلاً من تزويد المركبة شنتشو 1 بألواح شمسية قابلة للطي، جُهزت بخلايا شمسية ثابتة. ولم تحدث أي تغييرات في المدار خلال هذه الرحلة الأولى. وقال تشي فارين، كبير مصممي المركبة الفضائية، إن 8 أنظمة فرعية فقط من أصل 13 نظامًا فرعيًا على متن المركبة الفضائية كانت جاهزة للتشغيل. صُممت شنتشو 1 في المقام الأول لاختبار الصاروخ لونج مارش 2 إف. كانت الأنظمة والقدرات الوحيدة المختبرة على متن المركبة الفضائية هي فصل الوحدات، والتحكم في الموقف، وإعادة دخول جسم الرفع، والدرع الحراري، والاستعادة الأرضية.
يُعتقد أن المركبة الفضائية كانت تحمل 100 كيلوغرام (220 رطل) من البذور للتحقيق في تأثير البيئة الفضائية عليها. ويُعتقد أيضًا أن الجزء الأمامي من الوحدة المدارية كان مجهزًا بحزمة استخبارات إشارة وهمية، مع تجهيز شنتشو 2 فصاعدًا بوحدات وظيفية بالكامل.
أعلن في يونيو 1999 أن الرحلة ستجرى في أكتوبر من ذلك العام. وفي نفس الوقت تقريبًا، نُشرت صور على منتدى عسكري صيني على الإنترنت لمنصة إطلاق الصاروخ لونج مارش 2 إف ومبنى تجميع المركبات المخطط استخدامه في الرحلة. بعد الإبلاغ عن انفجار الوقود في مركز جيوكوان لإطلاق الأقمار الصناعية (على الرغم من أن المسؤولين الصينيين نفوا الانفجار) أُجل الإطلاق.

## بيانات المهمة
- معرف الأرشيف المنسق لبيانات علوم الفضاء التابع لوكالة ناسا: 1999-061A
- الكتلة: 7600 كجم
- الحضيض: 195 كم
- أوج: 315 كم
- الميل: 42.6 درجة
- المدة: 89.6 دقيقة